# Templo de Júpiter (Pompeya)
El templo de Júpiter es un templo de época romana, sepultado durante la erupción del monte Vesubio en 79 y redescubierto tras las excavaciones arqueológicas de la antigua Pompeya. Después de la conquista de la ciudad por Lucio Cornelio Sila el edificio fue dedicado a la tríada capitolina.

## Historia
El templo se construyó alrededor del año 250 a. C. y estaba dedicado originariamente a Júpiter. Se edificó durante un periodo de fuerte expansión urbanística de la ciudad, y se convirtió rápidamente en el principal edificio sagrado de Pompeya. Tras la conquista de la ciudad por parte de Lucio Cornelio Sila, el templo se dedicó al culto de la tríada capitolina y fue llamado por ello Capitolium. Así, además de la veneración a Júpiter, se añadieron también las de Juno y Marte. De hecho, era costumbre entre los romanos dedicar a estas divinidades los templos que se situaban en el centro de la ciudad, como anteriormente se había hecho con Júpiter. Sin embargo, algunos estudiosos afirman que tal vez el templo ya estaba dedicado a la tríada desde su origen, como quedaría demostrado por algunos hallazgos en el podio, que lo datarían con anterioridad al 80 a. C., fecha de la conquista silana, y por tanto no habría sufrido trabajos de reconstrucción para la incorporación de las otras dos estatuas.
Restaurado durante la época tiberina, el templo sufrió notables daños como consecuencia del terremoto del 62, puesto que se derrumbaron el tímpano y el entablamento. Durante la erupción vesubiana del 79, cuando todavía no se habían completado los trabajos de restauración, el edificio quedó sepultado bajo un manto de cenizas y lapilli. De hecho, a la estructura seguramente le faltaba el techo en ese momento. El templo fue redescubierto entre finales del siglo XVIII e inicios del siglo XIX durante las excavaciones arqueológicas realizadas por mandato de la dinastía borbónica. En febrero de 2012, un trozo de yeso del templo, de aproximadamente un metro de longitud, se despegó de una pared, aunque el daño fue declarado no grave.

## Descripción

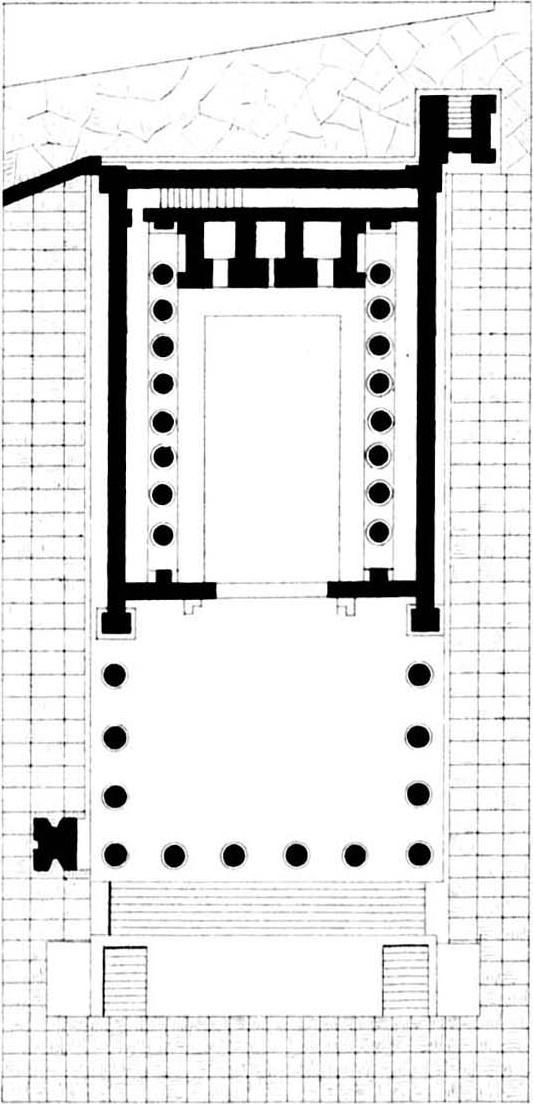
Planta

El templo de Júpiter es de tipo itálico y está situado en la parte norte del foro. Se levanta sobre un alto podio de treinta y siete metros de longitud, diecisiete de anchura y tres de altura. Este podio está construido con lava y toba volcánica, presenta lesenas y su interior está vacío. Se accede al mismo por el lado este y está dividido interiormente en tres naves, construidas con bóveda de cañón y muros de opus incertum. Los tres vanos subterráneos, llamados favissa, se utilizaban probablemente como depósito de ofrendas votivas por los sacerdotes, o bien como custodia del tesoro de la ciudad.
La escalinata de acceso al templo tiene una forma particular: se trata en realidad de dos escaleras laterales que desembocan en un rellano intermedio, desde el cual arranca una escalinata más ancha que conduce a lo alto del podio. A los lados de esta escalinata se emplazaban dos estatuas ecuestres, como quedó reproducido en un fresco de la casa de Lucio Cecilio Giocondo.
El templo de Júpiter es de tipo próstilo, con un pronaos de seis columnas en la fachada y cuatro laterales, todas ellas construidas en toba, estucadas, con capiteles corintios y con una altura máxima que no superaba los doce metros. La superficie estaba pavimentada con travertino, tras una reforma que probablemente fue realizada en la época tiberina. Más de la mitad del podio está ocupado por la cella, que está dividida en tres naves por medio de dos filas de columnas, con una nave central mucho más ancha que las dos laterales. En las esquinas se sitúan cuatro pilares de toba decorados con hojas de acanto y volutas, y apoyados sobre de una basa ática (formada por dos toros en medio de los cuales hay una escocia). Esta forma particular de la nave aumentaba la espectacularidad de la visión de las tres estatuas, colocadas en el fondo de la cella. Las columnas de la cella son de orden doble, separadas por medio de un arquitrabe: las de la parte inferior son de orden jónico, mientras que de las superiores no queda ningún vestigio.
La decoración pictórica estaba realizada en un primer momento en el primer estilo pompeyano, simulando una reproducción de mármol. Posteriormente fue sustituida por una pintura en el segundo estilo en la parte superior y una en el tercer estilo en el zócalo. El pavimento estaba formado por piezas en forma de rombo que imitaban cubos en perspectiva, el denominado opus scutulatum.
Los basamentos estaban preparados para ser recubiertos con losas de mármol. Sobre ellos se ubicaban las estatuas de los dioses, de las cuales no queda ningún rastro salvo una cabeza de Júpiter, un cuerpo que probablemente también pertenecía a Júpiter, y una máscara de Juno. La cabeza, de enormes dimensiones, era tal vez una copia de la existente en la colina capitolina de Roma, aunque esta hipótesis no parece ser muy fiable puesto que, según otras suposiciones, la de Pompeya podría haber sido realizada con anterioridad a la romana.
En el foro había un gran altar alineado con el eje del templo. A los lados, dos arcos monumentales cerraban la plaza, dedicados a Nerón y Druso.

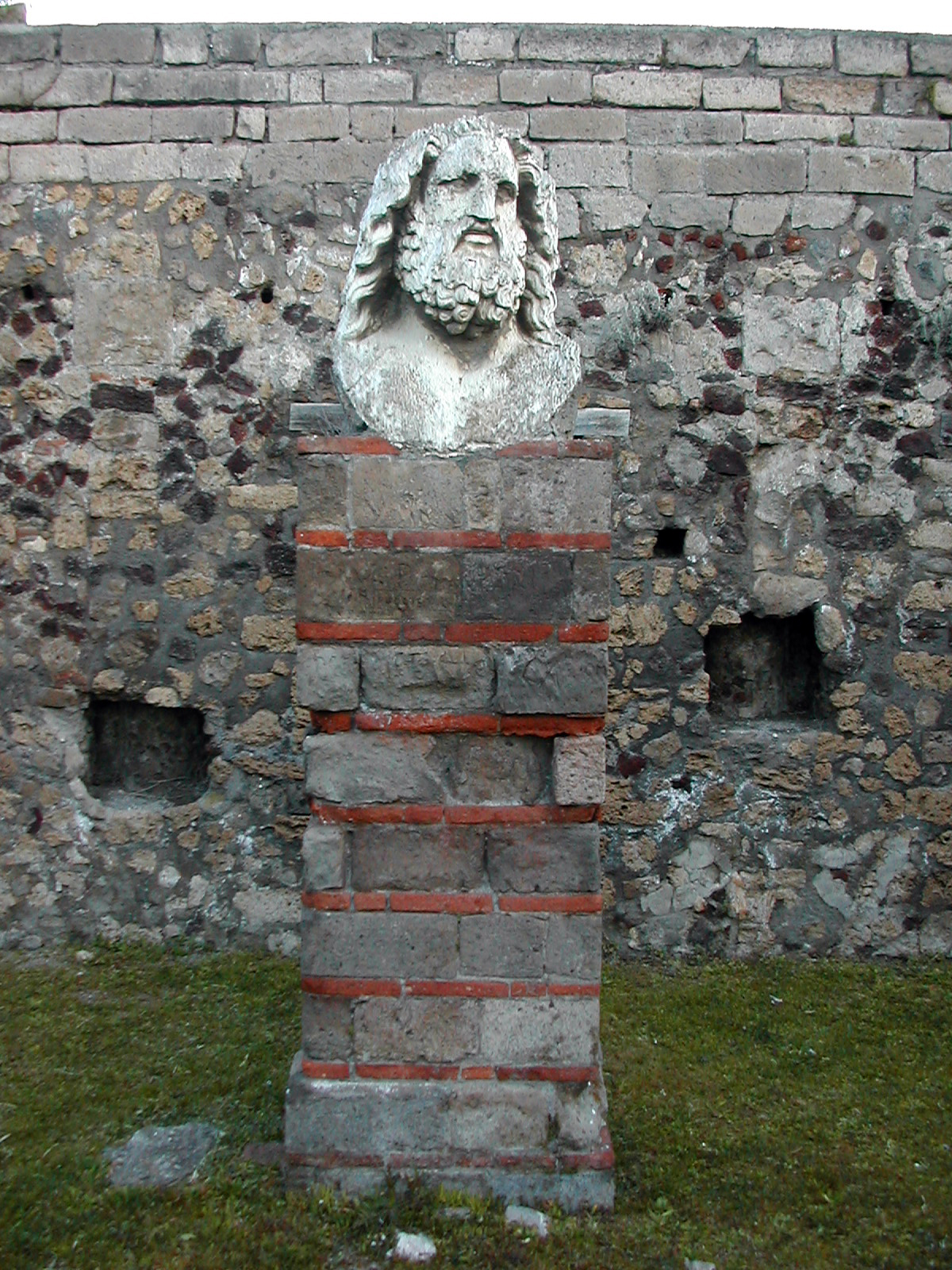
Busto de Júpiter en el lado norte del templo